# مالكولم جنكينز
مالكولم جنكينز (بالإنجليزية: Malcolm Jenkins)‏ (و. 1987 – م) هو لاعب كرة قدم أمريكية، من الولايات المتحدة الأمريكية.

## التعليم
تعلم في جامعة ولاية أوهايو.